# タットダオ・ヌクジャン
タッドダオ・ヌクジャン（Thatdao Nuekjang、原語表記：ทัดดาว นึกแจ้ง、1994年2月3日 - ）は、タイ王国の女子バレーボール選手である。タイ王国代表。

## 来歴

### 代表チーム
2013年、タイ王国代表に初選出される。同年のワールドグランプリで代表デビューを果たすと、レギュラーに抜擢された同年9月のアジア選手権にて金メダルを獲得した。2014年9月のアジア競技大会では初の銅メダルを獲得した。2016年のリオ五輪世界最終予選ではベストブロッカー部門で3位に入る活躍をみせた。2018年、世界選手権に出場した。2022年7月のネーションズリーグに出場し8位となった。同年9-10月の世界選手権に出場した。2023年、自国開催されたアジア選手権で金メダルを獲得し、自身もベストミドルブロッカー賞を受賞した。

### クラブチーム
2011年、KKU Khonkaen Star VCへ入団。2012/13シーズンのタイリーグで優勝を果たす。2016/17シーズンのタイ国内リーグではベストミドルブロッカー賞を受賞した。2020年9月、JTマーヴェラスに入団。2020/21V.League Division1で前シーズンに続く連覇に貢献した。2021/22シーズンのV.League Division 1では準優勝となった。2023年、同年5月31日付でJTマーヴェラスを退団した。同年、日立Astemoリヴァーレに移籍した。シーズン終了後に退団。
2024年、PFUブルーキャッツ石川かほくに移籍。

## 球歴
- 世界選手権 - 2018年、2022年
- グラチャン - 2013年
- ワールドグランプリ - 2013年、2014年、2016年
- アジア選手権 - 2013年、2019年、2023年

## 受賞歴
- 2017年 2016/17タイリーグ ベストミドルブロッカー賞
- 2020年 2019/20タイリーグ ベストミドルブロッカー賞
- 2023年 アジア選手権 ベストミドルブロッカー賞

## 所属クラブ
- Idea Khonkaen（2012-2020）
- JTマーヴェラス（2020-2023年）
- 日立Astemoリヴァーレ（2023-2024年）
- PFUブルーキャッツ石川かほく（2024年-）